# Ciència de les dades

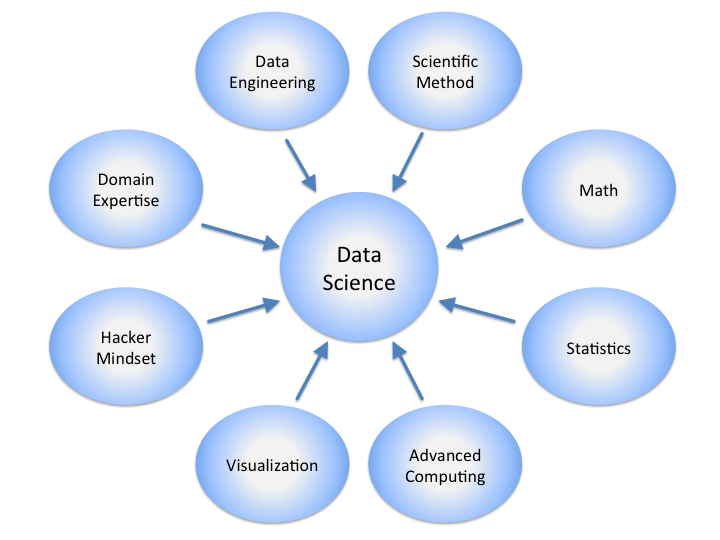
Ciència de le dades.

La ciència de les dades (també coneguda com a ciència de dades o data science en anglès) és un camp interdisciplinari de mètodes científics, processos i sistemes per extreure informació i coneixement a partir de dades. Fent servir dades estructurades o desesctructurades (veure Mineria de dades), la ciència de les dades és un camp de la ciència que uneix l'estadística, la informàtica i altres camps del coneixement amb l'objectiu final d'entendre i modelar un fenomen. Dins d'aquesta àrea podem trobar altres subcamps com l'aprenentatge automàtic, l'aprenentatge profund, la classificació, l'anàlisi per clústers, la mineria de dades, les bases de dades o la visualització de dades.
La ciència de les dades és una nova metodologia focalitzada en convertir dades en accions. Així, enlloc de basar la presa de decisions en la intuïció, aquest camp ofereix eines per optimitzar la presa de decisions mitjançant el coneixement i l'anàlisi dels resultats. La ciència de dades és una eina per informar, no per explicar.
Generalment els passos a seguir en aquests processos és: fer-se una pregunta, obtindre les dades, processar-les (netejar-les, agrupar-les, seleccionar-les...), analitzar-les, i finalment, prendre una decisió i actuar.